# Psaume 24 (23)
Le psaume 24 (23 selon la numérotation grecque) est attribué à David.

## Texte
| verset | original hébreu                                        | traduction française de Louis Segond                                                                                           | Vulgate latine |
| ------ | ------------------------------------------------------ | --- | --- |
| 1      | לְדָוִד, מִזְמוֹר:לַיהוָה, הָאָרֶץ וּמְלוֹאָהּ; תֵּבֵל, וְיֹשְׁבֵי בָהּ          | [Pour la première semaine.] [Psaume de David.] À l’Éternel la terre et ce qu’elle renferme, le monde et ceux qui l’habitent !  | [Prima sabbati.] [Psalmus David.] Domini est terra et plenitudo ejus orbis terrarum et universi; qui habitant in eo |
| 2      | כִּי-הוּא, עַל-יַמִּים יְסָדָהּ; וְעַל-נְהָרוֹת, יְכוֹנְנֶהָ                | Car il l’a fondée sur les mers, et affermie sur les fleuves.                                                                   | Quia; ipse super maria fundavit eum et super flumina præparavit eum                                                 |
| 3      | מִי-יַעֲלֶה בְהַר-יְהוָה; וּמִי-יָקוּם, בִּמְקוֹם קָדְשׁוֹ                 | Qui pourra monter à la montagne de l’Éternel ? Qui s’élèvera jusqu’à son lieu saint ?                                          | Quis ascendit in montem Domini aut quis stabit in loco sancto ejus                                                  |
| 4      | נְקִי כַפַּיִם, וּבַר-לֵבָב:אֲשֶׁר לֹא-נָשָׂא לַשָּׁוְא נַפְשִׁי; וְלֹא נִשְׁבַּע לְמִרְמָה | Celui qui a les mains innocentes et le cœur pur ; celui qui ne livre pas son âme au mensonge, et qui ne jure pas pour tromper. | Innocens manibus et mundo corde qui non accepit in vano animam suam nec iuravit in dolo proximo suo                 |
| 5      | יִשָּׂא בְרָכָה, מֵאֵת יְהוָה; וּצְדָקָה, מֵאֱלֹהֵי יִשְׁעוֹ                  | Il obtiendra la bénédiction de l’Éternel, la miséricorde du Dieu de son salut.                                                 | Hic accipiet benedictionem a Domino et misericordiam a Deo salvatore suo                                            |
| 6      | זֶה, דּוֹר דֹּרְשָׁו; מְבַקְשֵׁי פָנֶיךָ יַעֲקֹב סֶלָה                      | Voilà le partage de la génération qui l’invoque, de ceux qui cherchent ta face, de Jacob ! [Pause]                             | Haec est generatio quærentium eum quærentium faciem Dei Iacob [diapsalma]                                           |
| 7      | שְׂאוּ שְׁעָרִים, רָאשֵׁיכֶם, וְהִנָּשְׂאוּ, פִּתְחֵי עוֹלָם;וְיָבוֹא, מֶלֶךְ הַכָּבוֹד  | Portes, élevez vos linteaux ; élevez-vous, portes éternelles ! Que le roi de gloire fasse son entrée !                         | Adtollite portas principes vestras et elevamini portæ æternales et introibit rex gloriæ                             |
| 8      | מִי זֶה, מֶלֶךְ הַכָּבוֹד:יְהוָה, עִזּוּז וְגִבּוֹר; יְהוָה, גִּבּוֹר מִלְחָמָה    | Qui est ce roi de gloire ? L’Éternel fort et puissant, l’Éternel puissant dans les combats.                                    | Quis est iste rex gloriæ Dominus fortis et potens Dominus potens in prœlio                                          |
| 9      | שְׂאוּ שְׁעָרִים, רָאשֵׁיכֶם, וּשְׂאוּ, פִּתְחֵי עוֹלָם;וְיָבֹא, מֶלֶךְ הַכָּבוֹד     | Portes, élevez vos linteaux ; élevez-les, portes éternelles ! Que le roi de gloire fasse son entrée !                          | Adtollite portas principes vestras et elevamini portæ æternales et introibit rex gloriæ                             |
| 10     | מִי הוּא זֶה, מֶלֶךְ הַכָּבוֹד:יְהוָה צְבָאוֹת—הוּא מֶלֶךְ הַכָּבוֹד סֶלָה      | Qui donc est ce roi de gloire ? L’Éternel des armées : Voilà le roi de gloire ! [Pause]                                        | Quis est iste rex gloriæ Dominus virtutum ipse est rex gloriæ [diapsalma]                                           |

## Usages liturgiques

### Dans le judaïsme
Le psaume 24 est le psaume du jour pour le dimanche. Les autres jours que le sabbat, il est récité lorsque le rouleau de la Torah retourne dans l’arche sainte. Le premier verset du psaume fait partie de la mishna Tamid, et les versets 7 à 10 se trouvent dans la amida de Rosh Hashana.

### Dans le christianisme

#### Chez les catholiques
Au Moyen Âge, ce psaume était hebdomadairement exécuté, selon la règle de saint Benoît, établie vers 530. Comme saint Benoît de Nursie attribua les psaumes 21 (20) à 109 (108) aux vigiles par ordre numérique,, le psaume 24 (23) était chanté ou récité à la célébration de matines du dimanche,.
À Paris, les versets 7 - 10 étaient dits, selon son texte convenable, à la fin de la procession solennelle du dimanche des Rameaux, plus précisément lors de l'ouverture des portes de l'église,. Le texte s'adapte aisément à l'entrée de Jésus-Christ à Jérusalem :
Célébrant, devant la porte principale de l'église avec les fidèles, frappe cette porte trois fois avec une croix, en récitant :

— Adtollite portas principes vestras et elevamini portæ æternales et introibit rex gloriæ.

Les chantres, de l'intérieur, demandent :

— Quis est iste rex gloriæ ?

Célébrant :

— Dominus fortis et potens, Dominus potens in prœlio, Adtollite portas principes vestras et elevamini portæ æternales et introibit rex gloriæ.

Chantres :

— Quis est iste rex gloriæ ?

Célébrant :

— Dominus virtutum ipse est rex gloriæ.

On ouvre les portes d'église, et le célébrant et les fidèle y entrent en procession.
De nos jours, le psaume 24 est par ailleurs très présent dans la liturgie des Heures. On le retrouve notamment aux laudes du mardi de la première semaine et à l’office des lectures du dimanche de la quatrième semaine.

## Mise en musique
- Georg Friedrich Haendel (1685 - † 1759) : oratorio  le Messie (HWV56, 1741), no 33 « Lift up your heads, O ye gates. » dans lequel les versets 7 - 10 sont chantés par le chœur[12] ; le texte en anglais fut choisi et préparé par son librettiste Charles Jennens († 1773).
- En 1704 Henry Desmarest a composé un grand motet de type versaillais sur le texte de ce psaume (Domini est terra).
- Lili Boulanger (1893 - † 1918) : Psaume 24 La terre appartient à l’Éternel, pour ténor, chœur mixte, orgue et orchestre.